# کسترو
کسترو (عبری: קסטרו‎) شرکت خرده‌فروشی اسرائیلی است، که در سال ۱۹۷۳ تأسیس شد.